# Cordeaux River
Cordeaux River är ett vattendrag i Australien. Det ligger i delstaten New South Wales, i den sydöstra delen av landet, omkring 66 kilometer sydväst om delstatshuvudstaden Sydney.
I omgivningarna runt Cordeaux River växer i huvudsak städsegrön lövskog. Runt Cordeaux River är det tätbefolkat, med 286 invånare per kvadratkilometer. Genomsnittlig årsnederbörd är 1 288 millimeter. Den regnigaste månaden är februari, med i genomsnitt 215 mm nederbörd, och den torraste är juli, med 34 mm nederbörd.